# 明光商会
株式会社明光商会（めいこうしょうかい、英: Meikoshokai Co., Ltd.）は、東京都中央区八丁堀に本社を置く、日本の事務機器メーカーである。1956年創業。
コーポレート・メッセージは「国家機密から心の秘密まで」。

## 概要
創業者の高木禮二が1956年（昭和31年）に東京で創業。海外で販売されていた製品にヒントを得て、1960年（昭和35年）には、日本初のシュレッダーを開発。その際に「製麺機のようだ」と呟いた高木の言葉が伝聞されていきうどんの製麺機にヒントを得て開発をしたように言われる。
発売当初は、情報保護の重要性が充分認知されておらず、思うように売れなかったが、1962年（昭和37年）に公開され、産業スパイを描いた映画「黒の試走車（テストカー）」の公開以後、徐々に売り上げが拡大してゆく。
1980年代後半には、自社のラミネーター「パウチッ子」のTVCMを頻繁に流し、「パウチッ子」という製品名がラミネーター及びラミネート加工全般を指す一般名詞と化すほどまでに有名になった。
日本における、シュレッダーでのトップシェアを誇ると共に、機密文書などを自動的に裁断・処分する「MSシュレッダー」の製造販売で、情報管理企業としての最大手に位置することで知られる。またラミネートシール（社員証などに使用）に使う「パウチッ子」「MSパウチ」や、封筒を自動的に開封する「MSレタペット」など、企業向けの文房具品の製造・販売ならびに、近年では金融機関や病院などの受付自動案内システム「MSボイスコール」の製造販売も手掛けている。またシュレッダー最大手ということもあり、環境問題にも率先的に取り組み、「MSリサイクルシステム」「MSリサイクルシュレッダー」や大型シュレッダーの製造・販売などに取り組んでいる。
1990年代には、情報漏洩防止に対する意識の高まりを背景にして、家庭用のシュレッダーを発売している。
2019年4月には三井松島ホールディングスの傘下となり、2021年2月に同じグループ会社となった住宅関連部材メーカーであるシステックキョーワとの間で人材交流や両社が保有するタイ拠点の活用による生産管理ノウハウの共有が行われているほか、システックキョーワから部材の供給も受けている。
また、在京キー局を中心とした民放各局の連続ドラマや映画へ「MSシュレッダー」をはじめとする当社製品の提供による美術協力も行っている。

## 沿革
- 1960年（昭和35年）1月 -「MSシュレッダー」を発売。
- 1975年（昭和50年）7月 -「MSラミペット」（のちのMSパウチ）を発売。
- 1979年（昭和54年）8月 -「MSレタペット」を発売。
- 1987年（昭和62年）1月 -「MSボイスコール」を発売。
- 1989年（平成元年）12月 - 株式を公開（現在の東証スタンダード、証券コード：9858）。
- 1990年（平成2年）10月 - MSパウチH-230、通商産業省のグッドデザイン商品に選定される。
- 1991年（平成3年）3月 - 財団法人クリーン・ジャパーン・センター会長賞を受賞。
- 1995年（平成7年）4月 - 家庭用MSシュレッダーを発売。
- 1996年（平成8年）10月 - リサイクル推進協議会会長賞を受賞。
- 1997年（平成9年）10月 - 全国文具事務用品団体総連合文具貢献大賞を受賞。
- 1998年（平成10年）12月 - 環境庁の地球環境温暖化防止活動大臣表彰を受賞。
- 2003年（平成15年）5月 - ISO 14001認証取得。
- 2007年（平成19年）
  - 4月 - 株式会社MSJホールディングス（ジャフコ子会社）による株式公開買付けにより、同社の子会社となる。
  - 9月1日 - MSJホールディングスの完全子会社となり、ジャスダック上場廃止。
- 2008年（平成20年）
  - 3月 - 本社ビルを現在地に移転。
  - 6月10日 - MSJホールディングスに吸収合併、同社が明光商会に商号変更。
- 2019年（平成31年）4月26日 - 三井松島ホールディングス株式会社が99.79%の株式を取得し、同社の連結子会社となる[4][1]。